# Motykały (kolonia)
Motykały (biał. Матыкалы) – chutor na Białorusi położony w obwodzie brzeskim w rejonie brzeskim, w sielsowiecie motykalskim, ok. 1 km na północny wschód od siedziby sielsowietu, Motykał Wielkich i ok. 11 km na północ od Brześcia.
W latach 1921–1939 wieś należała do gminy Motykały w granicach II Rzeczypospolitej, w woj. poleskim w pow. brzeskim.